# Pfahlbausiedlung von Bosca di Pacengo
Koordinaten: 45° 28′ 40″ N, 10° 42′ 55″ O
Die Pfahlbausiedlung von Bosca di Pacengo (italienisch Palafitticolo di Bosca di Pacengo) war eine bronzezeitliche Seeufersiedlung am Gardasee. Ihre Reste liegen auf dem Gebiet der italienischen Gemeinde Lazise am südöstlichen Ufer des Gardasees. Sie gilt als assoziierte Station der 111 Prähistorischen Pfahlbauten um die Alpen, die 2011 in die Liste des UNESCO-Welterbes aufgenommen wurden. Die Stätte gehört zu den bedeutendsten Pfahlbausiedlungen bezüglich der frühbronzezeitlichen, dendrochronologischen Datierung.

## Erforschung
Die Reste der Pfahlbausiedlung von Bosca di Pacengo aus dem 17. Jahrhundert v. Chr. wurden bei Tauchgängen zur weiteren Erforschung der bronzezeitlichen Stätten 2001 vor dem Hafen von Nautica Casarola entdeckt. Gut erhaltene Eichenstämme wurden dendrochronologisch untersucht. Man erhielt eine Sequenz von 29 aufeinanderfolgenden Jahresringen, die 2007 mittels Radiokarbonmethode und unter Anwendung von Wiggle-matching zwischen 1639 und 1611 ± 10 v. Chr. datiert werden konnten. Zusammen mit den Daten aus den Pfahlbausiedlung von Frassino, Belvedere und Pezzalunga, die sich untereinander überschneiden, konnte eine lokale, dendrochronologische Sequenz von 220 Jahresringen erstellt werden, die als GARDA 3 bezeichnet wird und zwischen 1830 und 1611 ± 12 v. Chr. datiert wurde. 2013 konnten unter Anwendung der neuen internationalen Kalibrierkurve IntCal13 und eines erneuten Wiggle-Matchings die Daten noch etwa 50 Jahre älter datiert werden.
Eine Studie aus dem Jahre 2012 zeigte, dass das komplette Verschwinden von archäologischen Artefakten in Bosca di Pacengo auf Erosionsprozesse, die durch Stürme oder Wellenbewegungen verursacht wurden, zurückzuführen ist.